# Peperomia barbata
Peperomia barbata är en pepparväxtart som beskrevs av C. Dc.. Peperomia barbata ingår i släktet peperomior, och familjen pepparväxter. Inga underarter finns listade i Catalogue of Life.